# Eurasiska flygekorrar
Eurasiska flygekorrar, Pteromys, är ett släkte inom ekorrfamiljen som finns i de tempererade delarna av Europa och Asien (inklusive Japan). Det är det enda släkte av flygekorrar som finns i Europa.

## Beskrivning och vanor
Vuxna exemplar är 120 till 230 millimeter långa (huvud och bål) och svanslängden är 90 till 170 millimeter. Pteromys volans väger 90 till 170 gram och för den andra arten är vikten inte dokumenterad. Den långa och mjuka pälsen är på ovansidan gråaktig och på undersidan vit. Svansen är bara lite avplattad. Huvudet kännetecknas av stora svarta ögon. Antalet spenar hos honor är åtta.
Individerna vistas nästan hela livet i träd. De vilar på dagen i trädens håligheter eller i bon som byggs av mossa eller lav. Arten kan liksom andra flygekorrar glidflyga från träd till träd. Utanför parningstiden kan flera exemplar av Pteromys volans röra sig på samma träd och de tillhör oftast samma kön. Honor av arten har vanligen en kull i maj och ibland kan de ha ytterligare en kull i slutet av juni eller under juli. Per kull föds vanligen två till tre ungar och ibland upp till fem ungar. Hos Pteromys momonga registrerades två ungar per kull.
De är skymnings- till nattaktiva djur med stora ögon, som lever på frön, kvistar, kottar, gröna växtdelar och ibland insekter, fågelägg och -ungar.

## Arter
Släktet har två arter: 
- Pteromys volans, flygekorre, som finns i norra Europa, från Finland österut, och norra Asien
- Pteromys momonga som lever i Japan